# RQ-7 Shadow
RQ-7 Shadow (укр. «Ше́доу») — тактичний безпілотний літальний апарат (БпЛА) (англ. TUAV — TUAV Tactical Unmanned Aerial Vehicle) спроєктований ізраїльською фірмою AAI Corporation та її американською філією. Призначений для проведення денного і нічного спостереження за полем бою.

## Історія створення

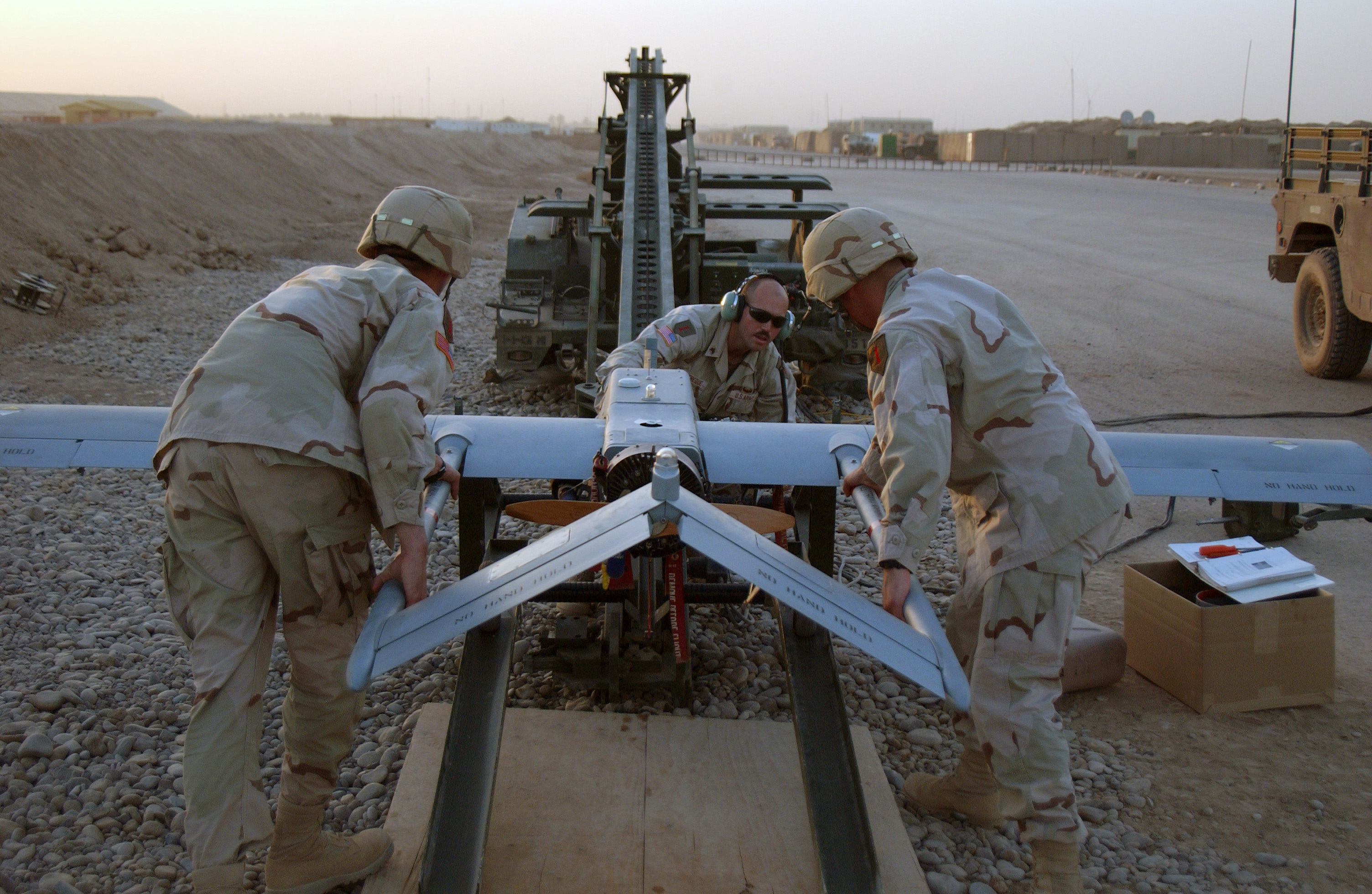
RQ-7 Shadow 200 у стані готовності до старту з пневматичної катапульти (Ірак)

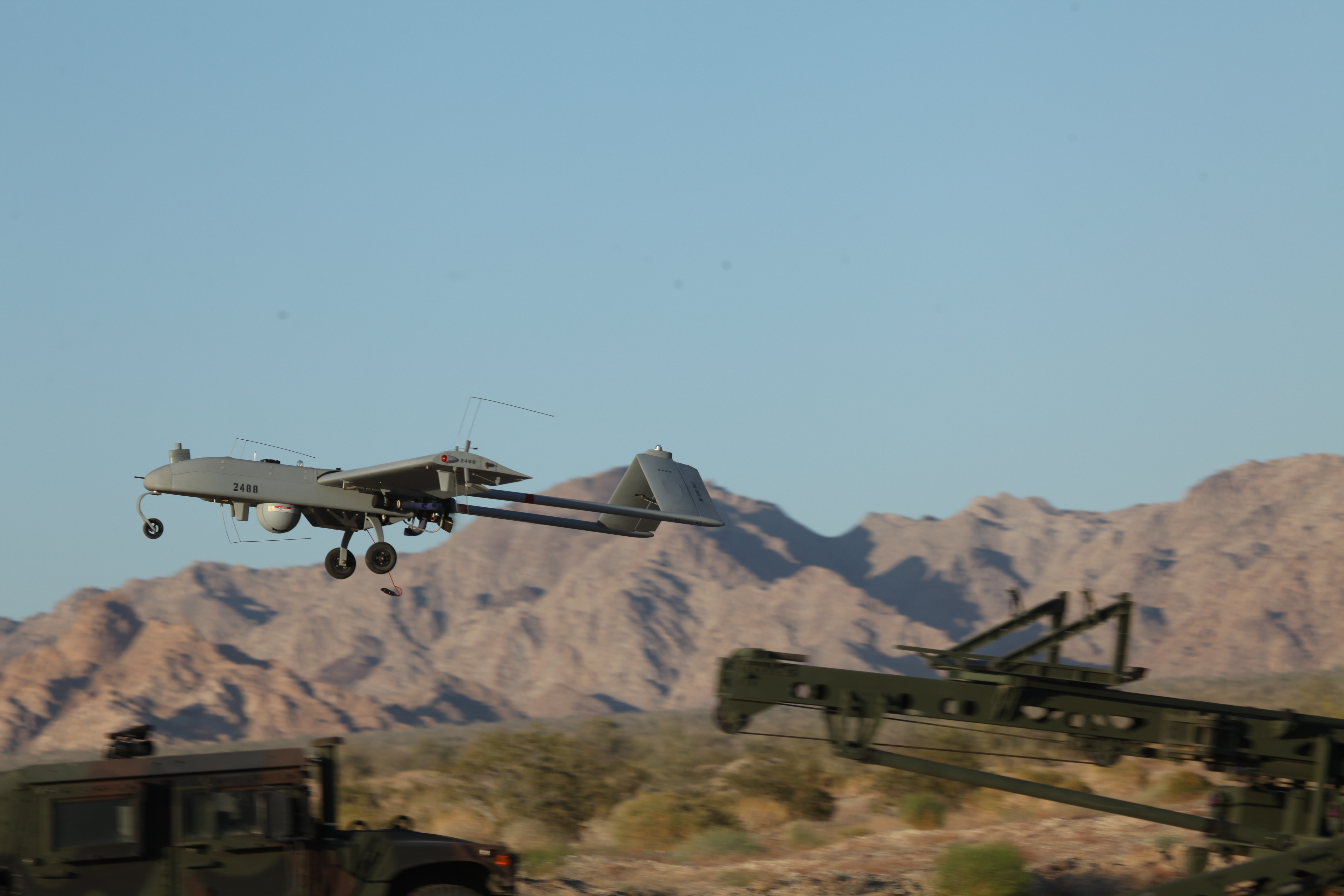
RQ-7B стартує з катапульти

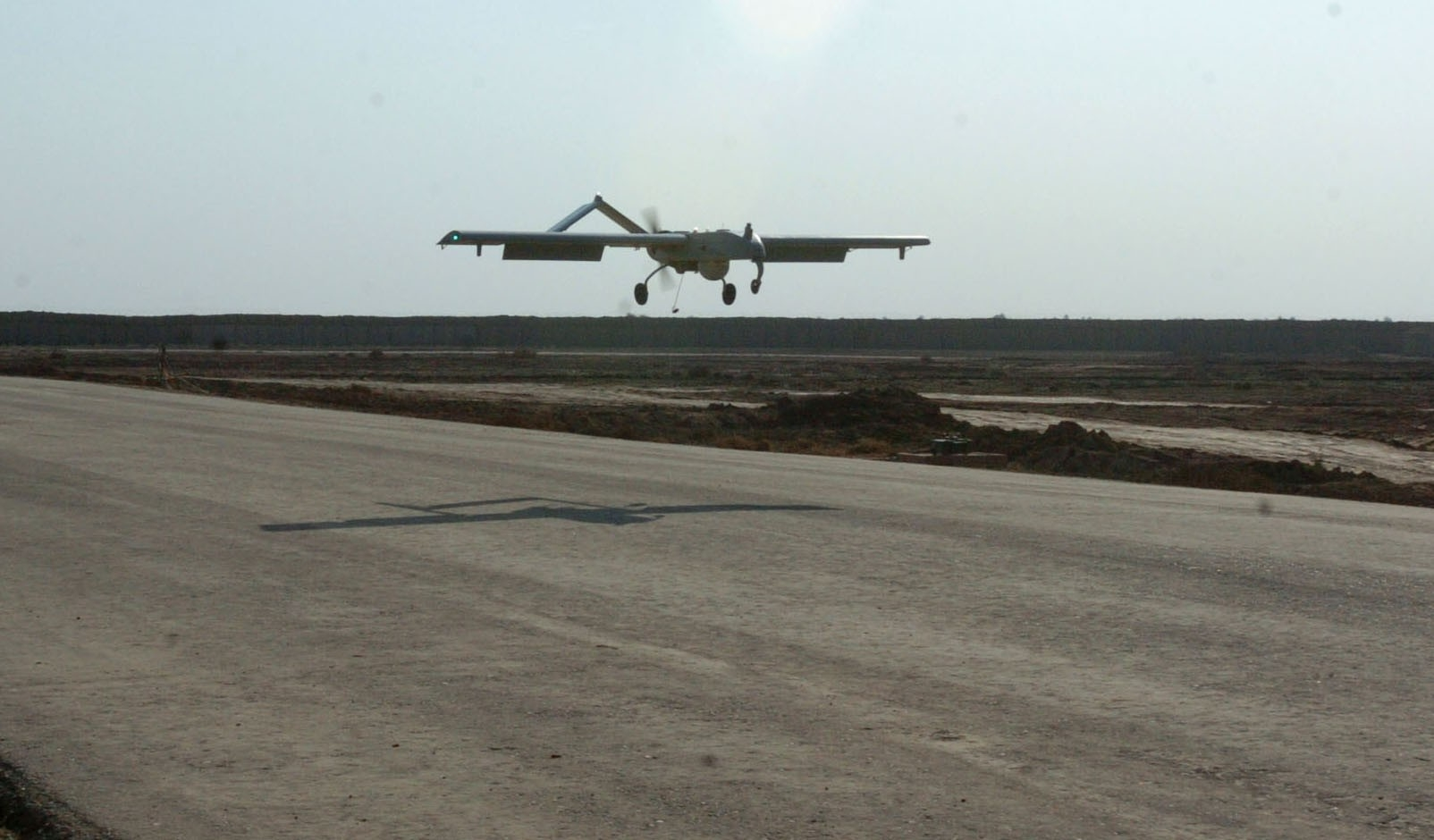
RQ-7B під час приземлення на злітно-посадкову смугу

Shadow є подальшим розвитком проєкту RQ-2 Pioneer. Спочатку наступником «Піонерів» мала бути модель RQ-6 Outrider, однак проблеми, пов'язані з цим апаратом, спричинили те, що кошти замовника армії США були сконцентровані на фінансуванні проєкту RQ-7. У 1999 році було замовлено перші чотири апарати, що дістали назву Shadow 200, а у 2001 році замовлено ще чотири апарати для вивчення й тестування. У листопаді 2002 року розпочато серійне виробництво RQ-7.

## Конструкція
Конструкція «Shadow» виконана з композиційного матеріалу з двигуном внутрішнього згоряння AR741-1100, що приводив у рух дерев'яний повітряний гвинт штовхальної дії. Фюзеляж оснащувався триточковим шасі. Апарат може стартувати з горизонтальної злітної смуги або іншої горизонтальної (без перешкод) пласкої поверхні. У випадку, коли старт з горизонтальної площини є неможливим, «Shadow» може злетіти з використанням пневматичної катапульти. Приземляється апарат горизонтально і зупиняється системою канатів, які він захоплює гаком, розміщеним під фюзеляжем. RQ-7 оснащували двома типами стабілізованих оптико-електронних голівок. Перша з них це POP-200 (англ. Plug in Optronic Payload — дослівно «оптико-електронне обладнання») і новіша версія POP-300. Обидві голівки розроблені ізраїльською компанією «Tamam Division», що є підрозділом «Israel Aerospace Industries». До стандартного оснащення голівок належать камера денного спостереження в кольорі, камера тепловізора, радіолокатор, лазерний далекомір та лазерний вказівник цілі. Модель POP-300 дає вищу якість реєстрації зображень. Зображення надсилається на наземну станцію контролю польоту в реальному часі. Як двигун використано роторно-поршневий двигун внутрішнього згоряння моделі UEL AR-741.
Комплекс тактичних БпЛА складається з:
1. наземної станції керування (англ. Ground Control Station) на шасі армійського автомобіля-фургона «Hummer»:
2. чотирьох БпЛА «Shadow»;
3. пневматичної пускової установки (англ. Launcher) на причепі;
4. транспортної машини для БпЛА (англ. Aerial Vehicle Transport), на шасі «Hummer»;
5. термінал приймання/передавання даних (англ. Ground Data Terminal).

Весь комплекс RQ-7A Shadow 200 розміщується на шести автомобілях, і для його повітряного транспортування використовують три літаки C-130.

## Характеристики модифікації RQ-7A
- Розмах крила: 3,89 м
- Довжина: 3,4 м
- Висота: 0,91 м
- Маса при старті: 149 кг
- Власна маса: 75 кг
- Максимальна швидкість: 204 км/год
- Крейсерська швидкість: 130 км/год
- Радіус дії: 125 км
- Тривалість польоту: 4…5,5 год
- Практична стеля: 4270 м

## Варіанти конструкції
RQ-7A — базовий варіант, оснащений оптико-електронною голівкою POP-200.
RQ-7B — досвід, набутий при експлуатації модифікації RQ-7A дав змогу розробити версію «B», у якої збільшено розмах крил (до 4,3 м), що дало можливість збільшити запас палива (до 44 л) і тим самим подовжити на дві години тривалість перебування апарата в повітрі. Використано двигун модифікації AR741-1101. На апараті встановлено бортову ЕОМ більшої обчислювальної потужності й точнішу систему контролю польоту, оснащену приймачем GPS. Ця версія уже мала оптико-електронну голівку типу POP-300.
RQ-7 Shadow 400 є морською версією апарату зі збільшеними відносно версії «B» розмахом крил, довжиною та масою оснащення. ДПЛА може запускатись як з корабля, так і з суходолу. Що стосується посадки, то на корабель її проводять у сітку. Один з таких комплектів закуплено для ВМС Південної Кореї.
RQ-7 Shadow 600 — версія апарату, що закуплена Румунією та ВПС Туреччини, є найбільшим за розмірами представником родини RQ-7, з продовженим до 12-15 годин часом перебування в повітрі, новим роторно-поршневим двигуном UAV EL 801, потужністю 52 к. с. та оновленим програмним забезпеченням бортового комп'ютера.

## Використання
Апарати брали участь у місії в Косово у 2001 році та зазнали невдач, оскільки обидва апарати було розбито. Дуже інтенсивно RQ-7 використовувались в Іраку. Уперше під час «Операції Свобода Іраку» так званої другої війни у Перській затоці у 2003 році. 21 травня 2010 року Швеція закупила вісім апаратів Shadow 200 з наземними станціями керування польотом. Машини увійшли під назвою «UAV 03 Örnen» у шведську складову частину бойових експедиційних груп Євросоюзу. Літальні апарати знайшли застосування у Пакистані для проведення моніторингу кордону з Афганістаном.